# Quirijn van Brekelenkam

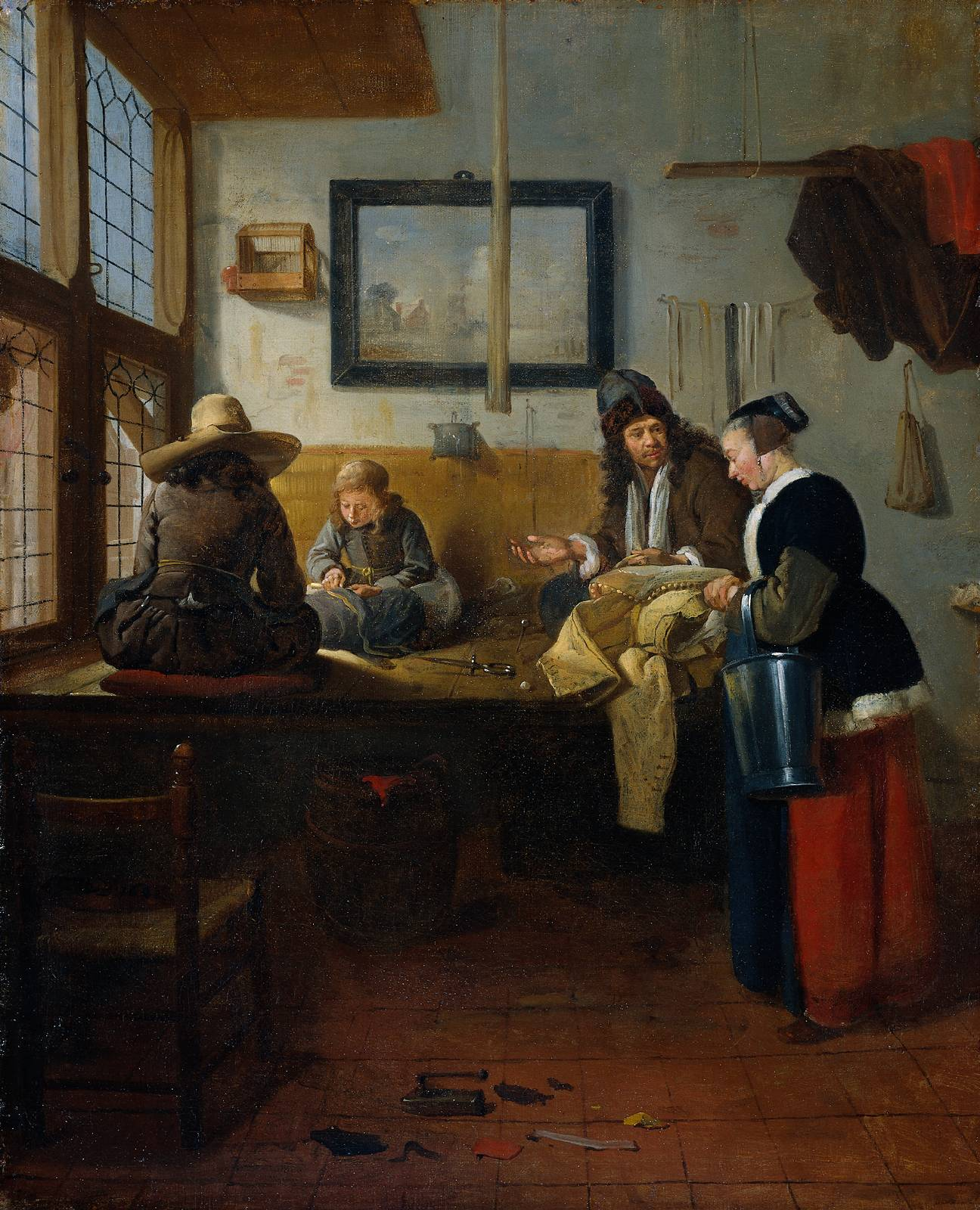
Quirijn van Brekelenkam, Pracownia krawiecka (1661)

Quirijn lub Quiringh Gerritsz. van Brekelenkam (ur. po 1622 w Zwammerdam k. Lejdy, zm. ok. 1668 w Lejdzie) – holenderski malarz okresu baroku.

## Życiorys
Niewiele wiadomo o jego życiu. Prawdopodobnie większą jego część spędził w Lejdzie. Uczeń Gerarda Dou. W 1648 był współzałożycielem gildii św. Łukasza w Lejdzie.
Uprawiał malarstwo rodzajowe, przedstawiał rzemieślników przy pracy oraz wnętrza chłopskich i mieszczańskich domów. Tworzył pod wpływem swojego nauczyciela, a w późniejszym okresie Gabriëla Metsu. 
W Muzeum Narodowym w Warszawie znajdują się dwa obrazy przypisywane Brekelenkamowi, Kobieta oprawiająca ryby i Scena rodzinna.

## Wybrane dzieła
- Kobieta czesząca chłopca (1648) – Lejda, Stedelijk Museum De Lakenhal,
- Mężczyzna przygotowujący posiłek (3 ćwierć XVII w.) - Kraków, Zamek Królewski na Wawelu
- Martwa natura z rybami i ostrygami (1660) – Berlin, Gemaeldegalerie,
- Młoda kobieta przy kołowrotku (1667) – Berlin, Gemaeldegalerie,
- Pracownia krawiecka (1661) – Amsterdam, Rijksmuseum,
- Prządka (1669) – Budapeszt, Muzeum Sztuk Pięknych,
- Sprzedająca owoce (1661) – Berlin, Gemaeldegalerie,
- Staruszka – Madryt, Prado,
- Wnętrze krawieckiego sklepu (1653) – Worcester, Art. Museum,
- Wnętrze z dwoma mężczyznami przy kominku (1664) – Amsterdam, Rijksmuseum,
- Wytworna rozmowa (ok. 1663) – Nowy Jork, Metropolitan Museum of Art.